# Groupe E des éliminatoires du Championnat d'Europe de football 2012
Cet article donne les résultats des matches du groupe E des éliminatoires de l'Euro 2012.

## Classement
| Rang | Équipe      | Pts | J  | G | N | P  | Bp | Bc | Diff |  | Résultats (▼ dom., ► ext.) | Drapeau des Pays-Bas | Drapeau de la Suède | Drapeau de la Hongrie | Drapeau de la Finlande | Drapeau de la Moldavie | Drapeau de Saint-Marin |
| ---- | ----------- | --- | -- | - | - | -- | -- | -- | ---- |  | -------------------------- | -------------------- | ------------------- | --------------------- | ---------------------- | ---------------------- | ---------------------- |
| 1    | Pays-Bas    | 27  | 10 | 9 | 0 | 1  | 37 | 8  | +29  |  | Pays-Bas                   |                      | 4-1                 | 5-3                   | 2-1                    | 1-0                    | 11-0                   |
| 2    | Suède       | 24  | 10 | 8 | 0 | 2  | 31 | 11 | +20  |  | Suède                      | 3-2                  |                     | 2-0                   | 5-0                    | 2-1                    | 6-0                    |
| 3    | Hongrie     | 19  | 10 | 6 | 1 | 3  | 22 | 14 | +8   |  | Hongrie                    | 0-4                  | 2-1                 |                       | 0-0                    | 2-1                    | 8-0                    |
| 4    | Finlande    | 10  | 10 | 3 | 1 | 6  | 16 | 16 | 0    |  | Finlande                   | 0-2                  | 1-2                 | 1-2                   |                        | 4-1                    | 8-0                    |
| 5    | Moldavie    | 9   | 10 | 3 | 0 | 7  | 12 | 16 | -4   |  | Moldavie                   | 0-1                  | 1-4                 | 0-2                   | 2-0                    |                        | 4-0                    |
| 6    | Saint-Marin | 0   | 10 | 0 | 0 | 10 | 0  | 53 | -53  |  | Saint-Marin                | 0-5                  | 0-5                 | 0-3                   | 0-1                    | 0-2                    |                        |

Les Pays-Bas sont qualifiés.
La Suède est qualifiée en tant que meilleur deuxième.

## Résultats et calendrier
| 3 septembre 2010 | Moldavie                | 2 – 0   | Finlande | Stadionul Zimbru, Chișinău                    |                                               |
| 18:30 HEC        | Suvorov 69e · Doroş 74e | (0 - 0) |          | Spectateurs : 10 500 Arbitrage : Robert Malek | Spectateurs : 10 500 Arbitrage : Robert Malek |
| 18:30 HEC        | Rapport                 |         |          | Spectateurs : 10 500 Arbitrage : Robert Malek | Spectateurs : 10 500 Arbitrage : Robert Malek |

| 3 septembre 2010 | Suède             | 2 – 0   | Hongrie | Råsundastadion, Solna                            |                                                  |
| 20:00 HEC        | Wernbloom 51e 73e | (0 - 0) |         | Spectateurs : 32 304 Arbitrage : Martin Atkinson | Spectateurs : 32 304 Arbitrage : Martin Atkinson |
| 20:00 HEC        | Rapport           |         |         | Spectateurs : 32 304 Arbitrage : Martin Atkinson | Spectateurs : 32 304 Arbitrage : Martin Atkinson |

| 3 septembre 2010 | Saint-Marin | 0 – 5   | Pays-Bas                                                     | Stadio Olimpico, Serravalle                     |                                                 |
| 20:45 HEC        |             | (0 - 2) | Kuyt 16e (pen.) · Huntelaar 38e 48e 66e · Van Nistelrooy 90e | Spectateurs : 4 127 Arbitrage : Simon Lee Evans | Spectateurs : 4 127 Arbitrage : Simon Lee Evans |
| 20:45 HEC        | Rapport     |         |                                                              | Spectateurs : 4 127 Arbitrage : Simon Lee Evans | Spectateurs : 4 127 Arbitrage : Simon Lee Evans |

| 7 septembre 2010 | Suède                                                                                                   | 6 – 0   | Saint-Marin | Swedbank Stadion, Malmö                       |                                               |
| 20:00 HEC        | Ibrahimović 7e 77e · Davide Simoncini 11e (csc) · Aldo Simoncini 26e (csc) · Granqvist 51e · Berg 90+3e | (3 - 0) |             | Spectateurs : 21 083 Arbitrage : David McKeon | Spectateurs : 21 083 Arbitrage : David McKeon |
| 20:00 HEC        | Rapport                                                                                                 |         |             | Spectateurs : 21 083 Arbitrage : David McKeon | Spectateurs : 21 083 Arbitrage : David McKeon |

| 7 septembre 2010 | Hongrie                | 2 – 1   | Moldavie    | Szusza Ferenc Stadion, Budapest               |                                               |
| 20:30 HEC        | Rudolf 50e · Koman 66e | (0 - 0) | Suvorov 79e | Spectateurs : 9 209 Arbitrage : Libor Kovařík | Spectateurs : 9 209 Arbitrage : Libor Kovařík |
| 20:30 HEC        | Rapport                |         |             | Spectateurs : 9 209 Arbitrage : Libor Kovařík | Spectateurs : 9 209 Arbitrage : Libor Kovařík |

| 7 septembre 2010 | Pays-Bas                | 2 – 1   | Finlande     | De Kuip, Rotterdam                                     |                                                        |
| 20:30 HEC        | Huntelaar 7e 16e (pen.) | (2 - 1) | Forssell 18e | Spectateurs : 27 500 Arbitrage : Aleksei Nikolaev (en) | Spectateurs : 27 500 Arbitrage : Aleksei Nikolaev (en) |
| 20:30 HEC        | Rapport                 |         |              | Spectateurs : 27 500 Arbitrage : Aleksei Nikolaev (en) | Spectateurs : 27 500 Arbitrage : Aleksei Nikolaev (en) |

| 8 octobre 2010 | Hongrie                                                                      | 8 – 0   | Saint-Marin | Ferenc-Puskás, Budapest                        |                                                |
| 19:00 HEC      | Rudolf 11e 25e · Szalai 18e 27e 48e · Koman 60e · Dzsudzsák 89e · Gera 90+3e | (4 - 0) |             | Spectateurs : 10 596 Arbitrage : Hannes Kaasik | Spectateurs : 10 596 Arbitrage : Hannes Kaasik |
| 19:00 HEC      | Rapport                                                                      |         |             | Spectateurs : 10 596 Arbitrage : Hannes Kaasik | Spectateurs : 10 596 Arbitrage : Hannes Kaasik |

| 8 octobre 2010 | Moldavie | 0 – 1   | Pays-Bas      | Stade Zimbru, Chișinău                         |                                                |
| 20:30 HEC      |          | (0 - 1) | Huntelaar 37e | Spectateurs : 10 500 Arbitrage : Florian Meyer | Spectateurs : 10 500 Arbitrage : Florian Meyer |
| 20:30 HEC      | Rapport  |         |               | Spectateurs : 10 500 Arbitrage : Florian Meyer | Spectateurs : 10 500 Arbitrage : Florian Meyer |

| 12 octobre 2010 | Finlande     | 1 – 2   | Hongrie                      | Stade olympique, Helsinki                   |                                             |
| 17:30 HEC       | Forssell 86e | (0 - 0) | Szalai 50e · Dzsudzsák 90+4e | Spectateurs : 18 532 Arbitrage : Alan Kelly | Spectateurs : 18 532 Arbitrage : Alan Kelly |
| 17:30 HEC       | Rapport      |         |                              | Spectateurs : 18 532 Arbitrage : Alan Kelly | Spectateurs : 18 532 Arbitrage : Alan Kelly |

| 12 octobre 2010 | Pays-Bas                           | 4 – 1   | Suède         | Amsterdam ArenA, Amsterdam                       |                                                  |
| 20:30 HEC       | Huntelaar 4e 55e · Afellay 37e 59e | (2 - 0) | Granqvist 69e | Spectateurs : 50 000 Arbitrage : Stéphane Lannoy | Spectateurs : 50 000 Arbitrage : Stéphane Lannoy |
| 20:30 HEC       | Rapport                            |         |               | Spectateurs : 50 000 Arbitrage : Stéphane Lannoy | Spectateurs : 50 000 Arbitrage : Stéphane Lannoy |

| 12 octobre 2010 | Saint-Marin | 0 – 2   | Moldavie                     | Stadio Olimpico, Serravalle                 |                                             |
| 20:30 HEC       |             | (0 - 1) | Josan 20e · Doroş 86e (pen.) | Spectateurs : 600 Arbitrage : Mark Courtney | Spectateurs : 600 Arbitrage : Mark Courtney |
| 20:30 HEC       | Rapport     |         |                              | Spectateurs : 600 Arbitrage : Mark Courtney | Spectateurs : 600 Arbitrage : Mark Courtney |

| 17 novembre 2010 | Finlande                                                                                      | 8 – 0   | Saint-Marin | Stade olympique, Helsinki                     |                                               |
| 17:30 HEC        | Väyrynen 39e · Hämäläinen 49e 67e · Forssell 51e 59e 78e · Litmanen 71e (pen.) · Porokara 73e | (1 - 0) |             | Spectateurs : 8 192 Arbitrage : Radek Matejek | Spectateurs : 8 192 Arbitrage : Radek Matejek |
| 17:30 HEC        | Rapport                                                                                       |         |             | Spectateurs : 8 192 Arbitrage : Radek Matejek | Spectateurs : 8 192 Arbitrage : Radek Matejek |

| 25 mars 2011 | Hongrie | 0 – 4   | Pays-Bas                                                   | Ferenc-Puskás, Budapest                                  |                                                          |
| 20:30 HEC    |         | (0 - 2) | Van der Vaart 8e · Afellay 45e · Kuyt 54e · Van Persie 62e | Spectateurs : 25 000 Arbitrage : Carlos Velasco Carballo | Spectateurs : 25 000 Arbitrage : Carlos Velasco Carballo |
| 20:30 HEC    | Rapport |         |                                                            | Spectateurs : 25 000 Arbitrage : Carlos Velasco Carballo | Spectateurs : 25 000 Arbitrage : Carlos Velasco Carballo |

| 29 mars 2011 | Suède                    | 2 – 1   | Moldavie      | Råsundastadion, Solna                         |                                               |
| 19:00 HEC    | Lustig 30e · Larsson 82e | (1 - 0) | Suvorov 90+2e | Spectateurs : 25 544 Arbitrage : Knut Kircher | Spectateurs : 25 544 Arbitrage : Knut Kircher |
| 19:00 HEC    | Rapport                  |         |               | Spectateurs : 25 544 Arbitrage : Knut Kircher | Spectateurs : 25 544 Arbitrage : Knut Kircher |

| 29 mars 2011 | Pays-Bas                                                          | 5 – 3   | Hongrie                   | Amsterdam ArenA, Amsterdam                         |                                                    |
| 20:30 HEC    | Van Persie 13e · Sneijder 61e · Van Nistelrooy 73e · Kuyt 78e 81e | (1 - 0) | Rudolf 46e · Gera 50e 75e | Spectateurs : 51 775 Arbitrage : Sven Oddivar Moen | Spectateurs : 51 775 Arbitrage : Sven Oddivar Moen |
| 20:30 HEC    | Rapport                                                           |         |                           | Spectateurs : 51 775 Arbitrage : Sven Oddivar Moen | Spectateurs : 51 775 Arbitrage : Sven Oddivar Moen |

| 3 juin 2011 | Moldavie   | 1 – 4   | Suède                                        | Stade Zimbru, Chișinău                          |                                                 |
| 20:30 HEC   | Bugaev 61e | (0 - 1) | Toivonen 11e · Elmander 30e 58e · Gerndt 88e | Spectateurs : 12 000 Arbitrage : Andre Marriner | Spectateurs : 12 000 Arbitrage : Andre Marriner |
| 20:30 HEC   | Rapport    |         |                                              | Spectateurs : 12 000 Arbitrage : Andre Marriner | Spectateurs : 12 000 Arbitrage : Andre Marriner |

| 3 juin 2011 | Saint-Marin | 0 – 1   | Finlande     | Stadio Olimpico, Serravalle                     |                                                 |
| 20:30 HEC   |             | (0 - 1) | Forssell 41e | Spectateurs : 1 218 Arbitrage : Andrejs Sipailo | Spectateurs : 1 218 Arbitrage : Andrejs Sipailo |
| 20:30 HEC   | Rapport     |         |              | Spectateurs : 1 218 Arbitrage : Andrejs Sipailo | Spectateurs : 1 218 Arbitrage : Andrejs Sipailo |

| 7 juin 2011 | Suède                                                 | 5 – 0   | Finlande | Råsundastadion, Solna                           |                                                 |
| 20:00 HEC   | Källström 11e · Ibrahimović 31e 35e 53e · Bajrami 83e | (3 - 0) |          | Spectateurs : 32 128 Arbitrage : Antony Gautier | Spectateurs : 32 128 Arbitrage : Antony Gautier |
| 20:00 HEC   | Rapport                                               |         |          | Spectateurs : 32 128 Arbitrage : Antony Gautier | Spectateurs : 32 128 Arbitrage : Antony Gautier |

| 7 juin 2011 | Saint-Marin | 0 – 3   | Hongrie                              | Stadio Olimpico, Serravalle                       |                                                   |
| 20:30 HEC   |             | (0 - 1) | Lipták 40e · Szabics 49e · Koman 83e | Spectateurs : 1 915 Arbitrage : Pavle Radovanović | Spectateurs : 1 915 Arbitrage : Pavle Radovanović |
| 20:30 HEC   | Rapport     |         |                                      | Spectateurs : 1 915 Arbitrage : Pavle Radovanović | Spectateurs : 1 915 Arbitrage : Pavle Radovanović |

| 2 septembre 2011 | Finlande                                                   | 4 – 1   | Moldavie    | Stade olympique, Helsinki                         |                                                   |
| 17:30 HEC        | Hämäläinen 11e 43e · Forssell 52e (pen.) · Armaș 71e (csc) | (2 - 0) | Alexeev 85e | Spectateurs : 9 056 Arbitrage : Anastassios Kakos | Spectateurs : 9 056 Arbitrage : Anastassios Kakos |
| 17:30 HEC        | Rapport                                                    |         |             | Spectateurs : 9 056 Arbitrage : Anastassios Kakos | Spectateurs : 9 056 Arbitrage : Anastassios Kakos |

| 2 septembre 2011 | Hongrie                  | 2 – 1   | Suède           | Ferenc-Puskás, Budapest                        |                                                |
| 19:45 HEC        | Szabics 44e · Rudolf 90e | (1 - 0) | Wilhelmsson 60e | Spectateurs : 25 000 Arbitrage : Damir Skomina | Spectateurs : 25 000 Arbitrage : Damir Skomina |
| 19:45 HEC        | Rapport                  |         |                 | Spectateurs : 25 000 Arbitrage : Damir Skomina | Spectateurs : 25 000 Arbitrage : Damir Skomina |

| 2 septembre 2011 | Pays-Bas                                                                                                   | 11 - 0  | Saint-Marin | PSV Stadion, Eindhoven                       |                                              |
| 20:30 HEC        | Van Persie 7e 65e 67e 79e · Sneijder 12e 87e · Heitinga 17e · Kuyt 49e · Huntelaar 56e 77e · Wijnaldum 90e | (3 - 0) |             | Spectateurs : 35 000 Arbitrage : Liran Liany | Spectateurs : 35 000 Arbitrage : Liran Liany |
| 20:30 HEC        | Rapport |         |             | Spectateurs : 35 000 Arbitrage : Liran Liany | Spectateurs : 35 000 Arbitrage : Liran Liany |

| 6 septembre 2011 | Finlande | 0 – 2   | Pays-Bas                      | Stade olympique, Helsinki                     |                                               |
| 19:00 HEC        |          | (0 - 1) | Strootman 29e · De Jong 90+3e | Spectateurs : 21 580 Arbitrage : Manuel Gräfe | Spectateurs : 21 580 Arbitrage : Manuel Gräfe |
| 19:00 HEC        | Rapport  |         |                               | Spectateurs : 21 580 Arbitrage : Manuel Gräfe | Spectateurs : 21 580 Arbitrage : Manuel Gräfe |

| 6 septembre 2011 | Moldavie | 0 – 2   | Hongrie                 | Zimbru, Chișinău                            |                                             |
| 19:45 HEC        |          | (0 - 1) | Vanczák 7e · Rudolf 83e | Spectateurs : 10 500 Arbitrage : Ivan Bebek | Spectateurs : 10 500 Arbitrage : Ivan Bebek |
| 19:45 HEC        | Rapport  |         |                         | Spectateurs : 10 500 Arbitrage : Ivan Bebek | Spectateurs : 10 500 Arbitrage : Ivan Bebek |

| 6 septembre 2011 | Saint-Marin | 0 – 5   | Suède                                                          | Stadio Olimpico, Serravalle                   |                                               |
| 20:30 HEC        |             | (0 - 0) | Källström 64e · Wilhelmsson 70e 90+3e · Olsson 81e · Hysén 89e | Spectateurs : 2 946 Arbitrage : Steven McLean | Spectateurs : 2 946 Arbitrage : Steven McLean |
| 20:30 HEC        | Rapport     |         |                                                                | Spectateurs : 2 946 Arbitrage : Steven McLean | Spectateurs : 2 946 Arbitrage : Steven McLean |

| 7 octobre 2011 | Finlande   | 1 – 2   | Suède                   | Stade olympique, Helsinki                         |                                                   |
| 18:15 HEC      | Toivio 73e | (0 - 1) | Larsson 8e · Olsson 52e | Spectateurs : 23 257 Arbitrage : Mark Clattenburg | Spectateurs : 23 257 Arbitrage : Mark Clattenburg |
| 18:15 HEC      | Rapport    |         |                         | Spectateurs : 23 257 Arbitrage : Mark Clattenburg | Spectateurs : 23 257 Arbitrage : Mark Clattenburg |

| 7 octobre 2011 | Pays-Bas      | 1 – 0   | Moldavie | Feijenoord Stadion, Rotterdam              |                                            |
| 20:30 HEC      | Huntelaar 40e | (1 - 0) |          | Spectateurs : 45 000 Arbitrage : Matej Jug | Spectateurs : 45 000 Arbitrage : Matej Jug |
| 20:30 HEC      | Rapport       |         |          | Spectateurs : 45 000 Arbitrage : Matej Jug | Spectateurs : 45 000 Arbitrage : Matej Jug |

| 11 octobre 2011 | Hongrie | 0 – 0   | Finlande | Ferenc-Puskás, Budapest                                   |                                                           |
| 20:00 HEC       |         | (0 - 0) |          | Spectateurs : 34 981 Arbitrage : Alberto Undiano Mallenco | Spectateurs : 34 981 Arbitrage : Alberto Undiano Mallenco |
| 20:00 HEC       | Rapport |         |          | Spectateurs : 34 981 Arbitrage : Alberto Undiano Mallenco | Spectateurs : 34 981 Arbitrage : Alberto Undiano Mallenco |

| 11 octobre 2011 | Moldavie                                                     | 4 – 0   | Saint-Marin | Zimbru, Chișinău                              |                                               |
| 20:00 HEC       | Zmeu 30e · Bacciocchi 61e (csc) · Suvorov 66e · Andronic 87e | (1 - 0) |             | Spectateurs : 8 000 Arbitrage : Petur Reinert | Spectateurs : 8 000 Arbitrage : Petur Reinert |
| 20:00 HEC       | Rapport                                                      |         |             | Spectateurs : 8 000 Arbitrage : Petur Reinert | Spectateurs : 8 000 Arbitrage : Petur Reinert |

| 11 octobre 2011 | Suède                                             | 3 – 2   | Pays-Bas                 | Råsundastadion, Solna                         |                                               |
| 20:15 HEC       | Källström 14e · Larsson 52e (pen.) · Toivonen 53e | (1 - 1) | Huntelaar 23e · Kuyt 50e | Spectateurs : 33 069 Arbitrage : Cüneyt Çakır | Spectateurs : 33 069 Arbitrage : Cüneyt Çakır |
| 20:15 HEC       | Rapport                                           |         |                          | Spectateurs : 33 069 Arbitrage : Cüneyt Çakır | Spectateurs : 33 069 Arbitrage : Cüneyt Çakır |

## Buteurs
| Pos | Joueur                | Pays     | Buts |
| --- | --------------------- | -------- | ---- |
| 1   | Klaas-Jan Huntelaar   | Pays-Bas | 12   |
| 2   | Mikael Forssell       | Finlande | 7    |
| 3   | Gergely Rudolf        | Hongrie  | 6    |
| 3   | Dirk Kuyt             | Pays-Bas | 6    |
| 3   | Robin van Persie      | Pays-Bas | 6    |
| 6   | Zlatan Ibrahimović    | Suède    | 5    |
| 7   | Kasper Hämäläinen     | Finlande | 4    |
| 7   | Ádám Szalai           | Hongrie  | 4    |
| 7   | Alexandr Suvorov      | Moldavie | 4    |
| 10  | Zoltán Gera           | Hongrie  | 3    |
| 10  | Vladimir Koman        | Hongrie  | 3    |
| 10  | Ibrahim Afellay       | Pays-Bas | 3    |
| 10  | Wesley Sneijder       | Pays-Bas | 3    |
| 10  | Kim Källström         | Suède    | 3    |
| 10  | Sebastian Larsson     | Suède    | 3    |
| 10  | Christian Wilhelmsson | Suède    | 3    |
| 13  | Balázs Dzsudzsák      | Hongrie  | 2    |
| 13  | Imre Szabics          | Hongrie  | 2    |
| 13  | Anatolie Doroş        | Moldavie | 2    |
| 13  | Ruud van Nistelrooy   | Pays-Bas | 2    |
| 13  | Johan Elmander        | Suède    | 2    |
| 13  | Andreas Granqvist     | Suède    | 2    |
| 13  | Martin Olsson         | Suède    | 2    |
| 13  | Ola Toivonen          | Suède    | 2    |
| 13  | Pontus Wernbloom      | Suède    | 2    |
| 26  | Jari Litmanen         | Finlande | 1    |
| 26  | Roni Porokara         | Finlande | 1    |
| 26  | Joona Toivio          | Finlande | 1    |
| 26  | Mika Väyrynen         | Finlande | 1    |
| 26  | Zoltán Lipták         | Hongrie  | 1    |
| 26  | Vilmos Vanczák        | Hongrie  | 1    |
| 26  | Serghei Alexeev       | Moldavie | 1    |
| 26  | Gheorghe Andronic     | Moldavie | 1    |
| 26  | Igor Bugaev           | Moldavie | 1    |
| 26  | Nicolae Josan         | Moldavie | 1    |
| 26  | Denis Zmeu            | Moldavie | 1    |
| 26  | Nigel de Jong         | Pays-Bas | 1    |
| 26  | John Heitinga         | Pays-Bas | 1    |
| 26  | Kevin Strootman       | Pays-Bas | 1    |
| 26  | Rafael van der Vaart  | Pays-Bas | 1    |
| 26  | Georginio Wijnaldum   | Pays-Bas | 1    |
| 26  | Emir Bajrami          | Suède    | 1    |
| 26  | Marcus Berg           | Suède    | 1    |
| 26  | Alexander Gerndt      | Suède    | 1    |
| 26  | Tobias Hysén          | Suède    | 1    |
| 26  | Mikael Lustig         | Suède    | 1    |

Buteurs contre leur camp :
| Joueur            | Pays                        | Buts csc |
| ----------------- | --------------------------- | -------- |
| Igor Armaș        | Moldavie (pour Finlande)    | 1        |
| Simone Bacciocchi | Saint-Marin (pour Moldavie) | 1        |
| Aldo Simoncini    | Saint-Marin (pour Suède)    | 1        |
| Davide Simoncini  | Saint-Marin (pour Suède)    | 1        |